# Товкачевський Андрій Іванович
Андрій Іванович Товкачевський (10 грудня 1885 — 25 листопада 1965) — український публіцист та літературний критик модерністського спрямування.

## Життєпис
Народився в козацькій сім'ї на Чернігівщині.
Навчався в чотирикласному училищі в Борзні, яке підпорядковувалося Ніжинському історико-філологічному інституту. Після закінчення — заробляв гроші репетиторством. У 18 років стає юнкером Чугуївського військового училища. Тут він вступає до партії російських соціалістів-революціонерів (есерів).
1906 — засуджений на два роки арештантських рот за відмову стріляти в демонстрантів та за виступ на мітингу робітників м. Грозного. Після відбуття покарання дізнається, що його товариш по Чугуївському училищу Микита Шаповал (М. Сріблянський) разом з П. Богацьким почали видавати журнал модерністського спрямування «Українська хата» (1909–1914). Стає активним «хатянином».
За допомогою Миколи Федюшка (Євшана) оселяється у Львові, де відвідує університетські лекції як вільний слухач.
1910 — дебютує як критик та публіцист в «Українській хаті» та «Молодій Україні». Переїзд до Києва. Стає провідним публіцистом
1911 — перша книга статей «Утопія і дійсність», що раніше публікувалися в «Українській хаті».
1913 — друга книга статей «Г. С. Сковорода».

## Деякі публікації
- Товкачевський А. Оптимізм і песимізм в українському житті. І. Галицький оптимізм; ІІ. Український песимізм // Українська хата. — 1910. — № 11. — С.620 — 624, Т.12. — С.668 — 675.
- Товкачевський А. Проблема культури // Там само. — 1912. — № 1.
- Товкачевський А. Утопія і дійсність: До характеристики української інтелігенції. — К., 1910.
- Товкачевський А. Великороси і ми. Українська хата. - 1914. - № 5. - С.361-372